# 英雄伝説 ガガーブトリロジー
英雄伝説 ガガーブトリロジー（えいゆうでんせつガガーブトリロジー、Gagharv trilogy）は、日本ファルコムが開発・発売したコンピュータRPG「英雄伝説（英伝）シリーズ」第2期の総称。シリーズ3・4・5作目となる『英雄伝説III 白き魔女』（しろきまじょ）、『英雄伝説IV 朱紅い雫』（あかいしずく）、『英雄伝説V 海の檻歌』（うみのおりうた）の3作からなる。各作品の詳細は各項を参照。

## 概要
「英伝シリーズ」の第2期にあたり、第1期である「イセルハーサ編」とは世界設定を共有せず、異なる世界に舞台を移している。互いに隣接しながらも「ガガーブ」と「大蛇の背骨」と呼ばれる険しい環境によって完全に分断・隔絶された3つの世界がシリーズ作品それぞれの舞台となっている。
世界設定を共有しながらも3作はそれぞれ独立した話となっており、特に『III』と『IV』は直接的な関連性は薄い。ただし作品を越えたつながりも存在し、完結編である『V』によって3作の関連性が密接な物となっている事が理解できるようになっている。なお、最終ダンジョンで主人公を助けるためにそれまでの仲間達が駆けつけるシーンは、シリーズの定番演出となっている。
なお「ガガーブトリロジー」と言う名称は『新・英雄伝説III「白き魔女」』として『III』がリメイクされた際が初出であり、『III』・『IV』のオリジナルであるPC-9800シリーズ (PC98) の時代には使用されていない。
それぞれのタイトルに因み、『白き魔女』は白、『朱紅い雫』は赤、『海の檻歌』は青をイメージカラーとしてトリコロールを形成している。

## リメイク
『III』と『IV』は PC98 向けにオリジナルとして販売され、後にWindows (Win) 向けにリメイクされている。このためPC98版を「旧」、Win版を「新」として区別がなされる。なお『V』はオリジナルがそもそもWin向けであり、PC98版やファルコム自身によるリメイクは存在しない。
『III』のリメイクは変更点が戦闘システムに集中しており全体としてはあまり大きな変更がなかったのに対し、『IV』のリメイクはシステム・ストーリーともに大きな改変が加わっており全く別のゲームと呼べる程の違いがある。リメイク以前は独自であった『IV』のゲームシステムは、このリメイクによって『III』・『V』に合わせた物に変更されており、世界設定においても「ガガーブトリロジー」としての統一性が高められている。
オリジナルは当然ながら『III』（旧）→『IV』（旧）→『V』の順番で発売されているが、Win版に限れば『III』（新）→『V』→『IV』（新）の順番での発売となっている。このためWin版のゲームシステムも『III』→『V』→『IV』の順で発展を遂げている。

## 世界設定
| エル・フィルディン （『IV. 朱紅い雫』の舞台） | ガ 丨 ブ | ティラスイール （『III. 白き魔女』の舞台） |
| 大 蛇 の 背 骨                                |          |                                            |
| ヴェルトルーナ （『V. 海の檻歌』の舞台）      |          |                                            |

南北に走る大地の割れ目「ガガーブ」とその南を東西に走る険しい大山脈「大蛇の背骨」によって3作の舞台は完全に隔絶されている。それぞれの舞台は『III』がガガーブの東側のティラスイール、『IV』がガガーブの西側のエル・フィルディン、『V』が大蛇の背骨の南側のヴェルトルーナとなっている。
いずれの世界もガガーブと大蛇の背骨を乗り越える技術はないため互いの交流はないが、全ての世界において「ガガーブが出来た年」を元年とする「ガガーブ暦」が使われている。時代設定は『IV』→『V』→『III』の順であり、それぞれガガーブ歴936年・943年・992年となっている。

## システム
※本稿ではシリーズ全体としての特徴を述べる。各作品の詳細については作品各項を参照。
「英伝シリーズ」第1期である『イセルハーサ編』同様、全ての作品がコマンド選択型のRPGとなっている。旧『IV』は独自のシステムが多いため他作との共通点は少ないが、Win版の3作は共通部分も多い。

### シリーズの特徴
※冒頭に (Win) とついた物はWin版のみの特徴でありPC98版には当てはまらない。
- 「イセルハーサ編」と同じく章分けされている（ただし新『IV』は「章」ではなく「部」、旧『IV』は分かれていない）。
- マップはフィールド・ダンジョン・街等を問わず全て同じ縮尺であり、戦闘も同じマップ上で行なわれる。
- 定点でのランダムエンカウト（敵の出現地点は固定、出て来るかどうか・敵の種類や数はランダム）。
- (Win) 戦闘は半オート・半手動選択（手動選択の必要性は『III』→『V』→新『IV』と順に上昇）で、疑似リアルタイム。
- (Win) 戦闘の手動選択はキャラクターを選択肢し、周りに円状に現れるアイコンで選択。手動選択中は時間進行が止まる。
- 「軌跡シリーズ」にも引き継がれているシステム。
  - 魔獣（敵）を倒すと換金物が手に入り、これを換金してお金を入手する。換金にはレートがあり場所等によって変動する。
  - 各地に散在するシリーズ本を全部集めると、貴重なアイテムと交換出来る。

## 日本国内での対応プラットフォーム
シリーズ作品の多くが様々なプラットフォームへと移植されている。
- 移植時等タイトル変更については本節では扱わない。タイトル詳細については各記事を参照。
- プラットフォーム略号
  - PC98：PC-9800シリーズ
  - 95：Windows 95、98：Windows 98、Me：Windows Millennium Edition、2k：Windows 2000、XP：Windows XP、Vi：Windows Vista
  - SS：セガサターン、PS：PlayStation、PSP：PlayStation Portable
- 表中記号
  - ★：オリジナルプラットフォーム 、●/○：日本ファルコムによる自社移植、△：ライセンス提供下の他社による移植
    - ●は Microsoft Windows 移植初版時の対応オペレーティングシステム。

| III | 白き魔女 | ★ | ● | ● | ○ | ○ | ○ | ○ | △ | △ | △ | 1994年3月18日 |
| IV  | 朱紅い雫 | ★ | ● | ● | ● | ○ | ○ | ○ |   | △ | △ | 1996年5月24日 |
| V   | 海の檻歌 |   | ★ | ★ | ○ | ○ | ○ | ○ |   |   | △ | 1999年12月9日 |

## 主題歌
バンダイから発売されたPSP版には3作共通の主題歌が用意されている。
- 作詞・作曲・歌：riya、編曲：MANYO
  - オープニング「時の向こう側」
  - エンディング「空の果てへ」

## 音楽メディア
いずれもCDで発売。配信列は、iTunes Store での配信を示す。
- L：レーベル
  - FL (K)：キングレコードのファルコムレーベル、FL (F)：日本ファルコムのファルコムレーベル、LA：ランティス

|        | タイトル                                                                              | L      | 品番       | 発売日     | 配信 | 備考       |
| ------ | ------------------------------------------------------------------------------------- | ------ | ---------- | ---------- | ---- | ---------- |
| III    | MUSIC FROM 英雄伝説III もうひとつの英雄たちの物語 〜白き魔女〜                        | FL (K) | KICA1146-7 | 1994.07.21 | ●    |            |
| III    | FALCOM SPECIAL BOX '95 （[DISC2] 英雄伝説III J.D.K.E.ORCHESTRA ARRANGE VERSION）      | FL (K) | KICA9023-5 | 1994.12.21 |      | ※1         |
| III-IV | FALCOM SPECIAL BOX '96 （[DISC3] FALCOM MUSIC COLLECTION）                            | FL (K) | KICA9026-8 | 1995.12.21 | ●    |            |
| III    | FALCOM VOCAL COLLECTION IV                                                            | FL (K) | KICA1179   | 1996.05.22 | ●    |            |
| IV     | MUSIC FROM 英雄伝説IV 朱紅い雫                                                        | FL (K) | KICA1181-2 | 1996.06.21 | ●    |            |
| IV     | 英雄伝説IV MIDI SPECIAL                                                               | FL (K) | KICA1186-7 | 1996.09.05 | ●    |            |
| IV     | 英雄伝説IV ELECTRIC ORCHESTRA                                                         | FL (K) | KICA1188   | 1996.09.21 | ●    | ※2         |
| III    | 英雄伝説 PIANO COLLECTION [CD EXTRA]                                                  | FL (K) | KICA1194   | 1996.12.21 |      | ※3         |
| III    | 英雄伝説III Falcom Sound Team J.D.K. SPECIAL Vol.1                                    | FL (K) | KICA1197   | 1997.05.21 | ●    |            |
| III    | 英雄伝説III Falcom Sound Team J.D.K. SPECIAL Vol.2                                    | FL (K) | KICA1198   | 1997.05.21 | ●    |            |
| III    | VERY BEST OF 英雄伝説III                                                              | FL (K) | KICA1221   | 1998.12.23 | ●    |            |
| V      | ORIGINAL SOUND TRACK 「海の檻歌」 -前編-                                              | FL (F) | NW10102320 | 2000.03.16 | ●    |            |
| V      | ORIGINAL SOUND TRACK 「海の檻歌」 -後編-                                              | FL (F) | NW10102330 | 2000.03.16 | ●    |            |
| III    | ORIGINAL SOUND TRACK 「新・白き魔女」-前編-                                           | FL (F) | NW10102340 | 2000.03.16 | ●    |            |
| III    | ORIGINAL SOUND TRACK 「新・白き魔女」-後編-                                           | FL (F) | NW10102350 | 2000.03.16 | ●    |            |
| IV     | 交響詩 英雄伝説IV                                                                     | FL (F) | NF02031    | 2000.12.07 |      | ※2の復刻版 |
| III    | 交響詩英雄伝説III 寺嶋民哉eオーケストラ                                               | FL (F) | NW10102430 | 2001.02.10 | ●    | ※1の復刻版 |
| IV     | ORIGINAL SOUND TRACK 英雄伝説IV「朱紅い雫」                                           | FL (F) | NW10102380 | 2001.02.10 | ●    |            |
| IV     | 「イース&イースII、朱紅い雫」 未発表曲集 （[DISC2] 英雄伝説IV 「朱紅い雫」 未発表曲） | FL (F) | NW10102400 | 2001.02.10 | ●    |            |
| III-IV | 「英雄伝説I〜IV」 PIANO COLLECTION                                                    | FL (F) | NW10102440 | 2001.02.10 | ●    | ※3の復刻版 |
| III    | 交響曲「ガガーブトリロジー」                                                          | FL (F) | NW10102450 | 2001.09.13 | ●    |            |
| III    | 交響幻想曲 「白き魔女」                                                               | FL (F) | NW10102510 | 2002.06.27 | ●    |            |
| III-V  | 英雄伝説ガガーブトリロジー 白き魔女 OPテーマ 時の向こう側                             | LA     | LACM-4186  | 2005.03.24 |      |            |
| III-IV | 英雄伝説ガガーブトリロジー ORIGINAL SOUND TRACK 白き魔女・朱紅い雫編                  | LA     | LACA-5382  | 2005.05.25 |      |            |

## ドラマCD
|     | タイトル                                                                       | 品番        | 発売日     | 備考                            |
| --- | ------------------------------------------------------------------------------ | ----------- | ---------- | ------------------------------- |
| III | CDドラマ 英雄伝説III 〜白き魔女〜                                              | KICA1155    | 1994.12.02 |                                 |
| III | CDドラマ 英雄伝説III 〜白き魔女〜 完結編                                       | KICA1159    | 1995.04.29 |                                 |
| III | CDドラマ 英雄伝説III 〜白き魔女〜 「わかたれた湖」                             | KICA1163    | 1995.07.21 |                                 |
| III | TARAKOぱっぱらパラダイス                                                       | KICA1170    | 1995.11.22 | 『III』の一部キャラクターが登場 |
| III | FALCOM SPECIAL BOX '97 （[DISC1] CDドラマ 英雄伝説III VS ブランディッシュ+VT） | KICA9029-31 | 1996.12.21 | 一部キャラクターが登場          |
| IV  | CDドラマ 英雄伝説IV 朱紅い雫                                                   | KICA1180    | 1996.06.05 |                                 |
| IV  | CDドラマ 英雄伝説IV 朱紅い雫 第1章 / 運命への旅立ち                            | KICA1190    | 1996.11.01 |                                 |
| IV  | CDドラマ 英雄伝説IV 朱紅い雫 第2章 / 誰がための祈り                            | KICA1191    | 1996.12.06 |                                 |
| IV  | CDドラマ 英雄伝説IV 朱紅い雫 第3章 / 黄昏の大地                                | KICA1192    | 1997.01.01 |                                 |